# Cecropis
Cecropis – rodzaj ptaków z podrodziny jaskółek (Hirundininae) w obrębie rodziny jaskółkowatych (Hirundinidae).

## Rozmieszczenie geograficzne
Rodzaj obejmuje gatunki występujące w Eurazji i Afryce.

## Morfologia
Długość ciała 15–24 cm, masa ciała 16–54 g.

## Systematyka
Rodzaj zdefiniował w 1826 roku niemiecki zoolog Friedrich Boie w artykule poświęconym ogólnemu przeglądowi rzędów, rodzin i rodzajów ornitologicznych, opublikowanym w czasopiśmie Isis von Oken. Gatunkiem typowym jest (późniejsze oznaczenie) jaskółka kreskowana (C. cucullata).

### Etymologia
Cecropis: gr. Κεκροπις Kekropis ‘Atenka’.

### Podział systematyczny
Do rodzaju należą następujące gatunki:
- Cecropis abyssinica (Guérin-Méneville, 1843) – jaskółka abisyńska
- Cecropis semirufa (Sundevall, 1850) – jaskółka rdzawobrzucha
- Cecropis senegalensis (Linnaeus, 1766) – jaskółka moskitowa
- Cecropis cucullata (Boddaert, 1783) – jaskółka kreskowana
- Cecropis melanocrissus Rüppell, 1845 – jaskółka wyżynna
- Cecropis rufula (Temminck, 1835) – jaskółka śródziemnomorska
- Cecropis hyperythra (Blyth, 1849) – jaskółka cejlońska
- Cecropis daurica (Laxmann, 1769) – jaskółka rudawa
- Cecropis badia Cassin, 1853 – jaskółka malajska